# ハリウッド (企業)

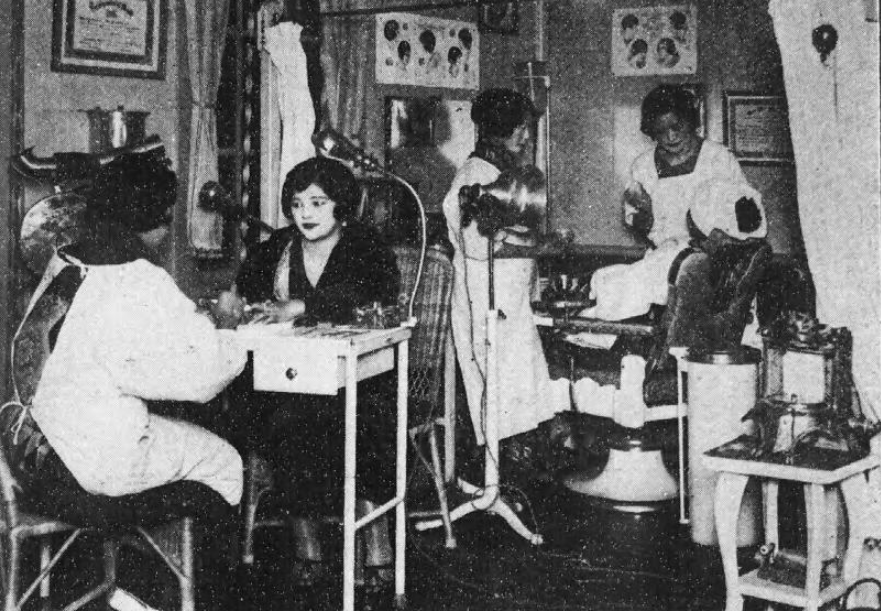
銀座のハリウッド美容室。右奥に初代メイ牛山。左から2人目は女優の岡村文子

ハリウッド株式会社とは、ハリウッド化粧品と不動産を基幹とした日本の会社。1925年に美容室として創業し、1951年に株式会社へ組織変更。

## 年譜

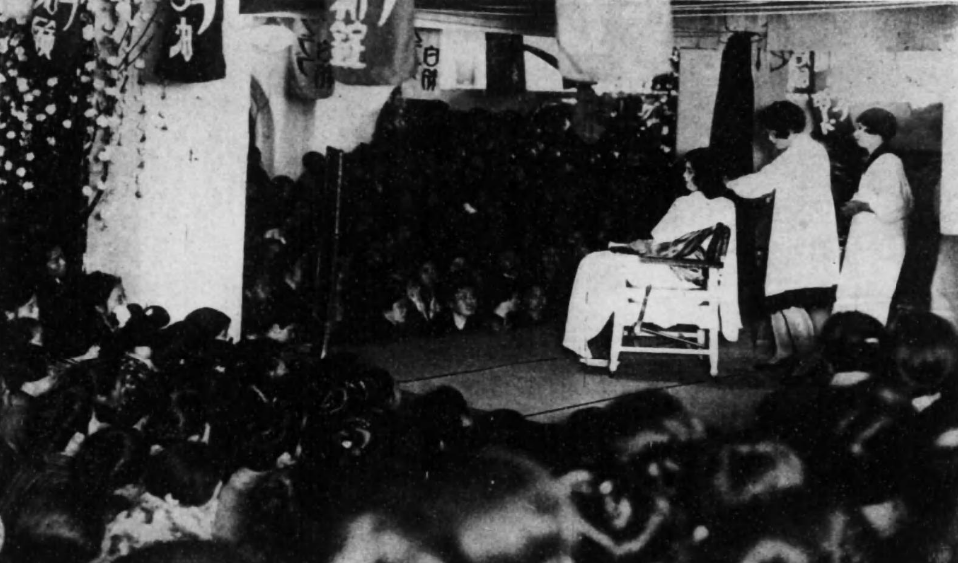
銀座松坂屋での初代メイ牛山による美容講習会。1920年代後半

- 1925年 - 創業者牛山清人が、前妻の春子(初代メイ牛山)とともに神田三崎町に美容室「メイズ・サロン」を開店し、美容師養成・化粧品の製造開始[3]。日本に初めてパーマネント技術と機械を導入。
- 1926年 - 在日宣教師のポール・ラッシュの指導を受け軽井沢に美容室を開店
- 1927年 - 「ハリウッド美容室」と改称し、銀座7丁目に開店、以降銀座を中心に美容院・研究所を建てる。[3]
- 1935年 - 春子の弟子・牛山マサコがジュン牛山を名乗り、銀座店をまかされる[4]。
- 1937年 - 日本で初の「マスカラ」を発売、商標登録する。
- 1939年 - ジュン牛山が2代目のメイ牛山になる[5]。
- 1942年 - 太平洋戦争により英語使用が禁止となり、「牛山美容室」に改名[4]。
- 1944年 - 美容室・美容学校・化粧品工場とも長野県諏訪市へ疎開し、終戦後ハリウッド化粧料本舗を諏訪市にて再開。
- 1951年 - ハリウッド有限会社を改組し、麻布材木町（現 東京・六本木）にハリウッド株式会社設立。
- 1954年 - ハリウッドビューティーサロンを株式会社化。
- 1965年 - 東京オリンピックの道路拡張により、六本木一丁目に移転[6]。
- 1968年 - 六本木にハリウッド本社ビル建設。
- 2000年 - 神奈川県川崎市に多摩研究所・工場建設落成。

## 創業者

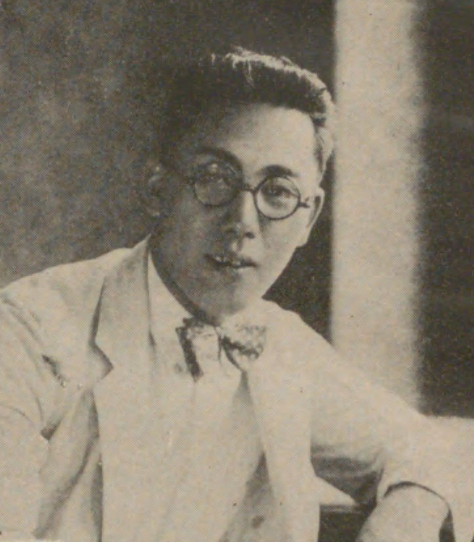
創業者の牛山清人

牛山清人（別名・ハリー牛山）は1899年（明治32年）長野県諏訪市豊田小川の長野県士族牛山克躬・さわの夫婦の長男として生まれる。生まれてすぐ母親を亡くし、1917年（大正6年）に父をたよって単身渡米、ハリウッドで早川雪洲の弟子として働くも俳優としては芽が出ず、メイキャップに転身。メイ牛山とともに、美容室からはじまった美容業を拡大、現在に至る。健康食品の発売もはやく昭和30年代後半から、野菜食、発酵食品、健康ドリンクをはじめ、美容と健康がセットで重要であることを説き、昭和40年代にSBM美容理論（初期は三大排泄美容理論という）を確立。Skin Body Mindfulnessの重要さが美容の根幹だと説く。ロングセラー商品に酵素パック、ベルアージュ、グリーングリーンなどがある。日本で最初にマスカラをはじめたのもハリウッド化粧品で、中小企業ながら常に時代の先端をつくっている。

## グループ
- 学校法人メイ・ウシヤマ学園　ハリウッド美容専門学校 - 校長・ジェニー牛山[10]